# Femeninas Fatales (cómic)
Las Femeninas Fatales son un grupo ficticio de personajes femeninos que aparecen en los cómics estadounidenses publicados por Marvel Comics. A menudo se los representa como antagonistas de los personajes de superhéroes Spider-Man y Capitán América.

## Historia ficticia del equipo
Las Femeninas Fatales son villanas y mutantes que sirven como mercenarias de alquiler. Las miembros del grupo Bloodlust y Whiplash tienen una historia de trabajar juntos antes de unirse a Femeninas Fatales, como miembros de un grupo anterior llamado Band of Baddies. Fueron contratadas por su compañero villano el Camaleón disfrazado del Dr. Turner para amenazar a un embajador. Spider-Man intervino y salvó al embajador, convirtiéndolo en enemigo de las Femeninas Fatales. Luego unieron fuerzas con otros villanos, el Escorpión y la Tarántula, pero todos fueron derrotados por Spider-Man y su aliada, la Gata Negra. Aunque los villanos se escaparon.
Las Femeninas Fatales luego recibieron una invitación para unirse a Superia y su organización de delincuentes femeninas, las Femizons. Aceptaron y lucharon contra el Capitán América y el Paladín en el proceso.
El grupo se astilla y disolver en algún momento posterior: Bloodlust y Whiplash fueron vistas en la Expo Armas A.I.M..
Bloodlust luego perdió sus poderes después de la Decimation. Mindblast, que retuvo sus poderes, se alió brevemente con Hammerhead durante la historia de "Civil War".
Durante la historia de "Avengers: Standoff!", Bloodlust y Mindblast se convirtieron en duplicados de Maria Hills a través de los poderes de Kobik para mantener a los Vengadores lejos de Pleasant Hill.
Durante la historia de "Hunt for Wolverine", las Femeninas Fatales se les unen Viper y Sapphire Styx, con Whiplash tomando el nombre de Snake Whip. Las Fatales emboscan al grupo de Kitty Pryde en el restaurante Impresario del Rey en Hightown, Madripoor. Mientras Knockout derrotó a Rogue, Bloodlust luchó contra Dominó, Snake Whip luchó contra Júbilo y Mindblast luchó contra Psylocke hasta que Sapphire Styx usó su habilidad para drenar la fuerza vital en Psylocke. Kitty Pryde alejó a Júbilo y Domino del restaurante Impresario del Rey, ya que Snake Whip afirma que no llegarán lejos. Mientras Mindblast y Knockout se preparan para entregar a Rogue y Tormenta a los jefes de Viper en Soteira, se reveló que Sapphire Styx fue entregado a Viper y las Femeninas Fatales por Soteira cuando Viper le dice a Snake Whip que deje que Sapphire se alimente. Mientras tanto, Bloodlust fue vista en el casino Wheelers y Dealers con una matemática llamada Stenya Ubacowits que fue contratada para ayudar en la trayectoria de vuelo de un satélite. Mientras Domino lucha contra Bloodlust en el sitio de lanzamiento y la derrota, Snake Whip trabaja para contener a Sapphire cuando comienza a ver el alias Parche de Wolverine. Kitty Pryde y Júbilo luchan contra Mindblast y Knockout hasta que Kitty destruye las mejoras psíquicas en la espalda de Mindblast lo suficiente como para que Magneto se recupere y se una a la lucha. Cuando Kitty Pryde, Domino y Júbilo alcanzan a Sapphire Styx, descubren que Psylocke está atacando mentalmente a Sapphire. Después de que Sapphire Styx explotó permitiendo a Psylocke crear un nuevo cuerpo a partir del poder del alma de Sapphire, Kitty Pryde entra en el cohete y libera a Rogue y Tormenta. Mientras Rogue roba algo de la fuerza de Knockout para derrotarla, Psylocke usa sus poderes para derrotar a Bloodlust y Snake Whip. Kitty Pryde y Domino persuaden a Magneto para que no se vengue de Mindblast. Después de que Viper se escapa con Magneto persiguiéndola, las Femeninas Fatales están encerradas. En una discusión entre Kitty y Rogue, Snake Whip cooperó con Kitty y le contó que Soteira estaba buscando el cuerpo de Wolverine a cambio de una oración más ligera.

## Miembros
| Miembro       | Primera impresión                              | Descripción |
| ------------- | ---------------------------------------------- | --- |
| Bloodlust     | Marvel Comics Presents #49 (mayo de 1990)      | Beatta Dubiel es una ex mutante que poseía sentidos sobrehumanos, velocidad, agilidad, durabilidad, un factor curativo y garras y colmillos afilados. Ella fue uno de los muchos mutantes que fueron despojados después de Decimation, aunque continúa siendo una asesina entrenada sin sus poderes.                                               |
| Knockout      | Amazing Spider-Man #340 (octubre de 1990)      | Elizabeth Rawson es la líder original de las Femeninas Fatales, y tiene fuerza y resistencia sobrehumanas. Las partes cibernéticas de su disfraz sugieren que su fuerza ya avanzada aumenta cuando es necesario y también proporciona armadura corporal.                                                                                           |
| Mindblast     | Amazing Spider-Man #340 (octubre de 1990)      | Danielle Forte es una mutante con poderosas habilidades telequinéticas que generalmente transforma en "rayos de tractor". Ella fue una de las pocas mutantes en retener sus poderes después de Decimation. En algún momento más tarde, Mindblast ganó el uso de la telepatía lo suficientemente fuerte como para combatir a Psylocke de los X-Men. |
| Sapphire Styx | Marvel Comics Presents #1 (septiembre de 1988) | Sapphire Styx es una mutante que tiene la capacidad de absorber las fuerzas de la vida de sus oponentes. Fue reclutada en las Femeninas Fatales cuando Viper se convirtió en su líder y las reubicó en Madripoor. Sapphire explotó cuando Psylocke y una astilla de Wolverine la sobrecargaron.                                                    |
| Snake Whip    | Marvel Comics Presents #49 (mayo de 1990)      | Leeann Foreman es un mutante con habilidades no reveladas. Ella anteriormente fue por el nombre en clave Whiplash, aunque cambió cuando Viper asumió el liderazgo. Está equipada con tres látigos retráctiles incorporados que se sueltan de cada una de sus muñecas.                                                                              |
| Viper         | Captain America #110 (febrero de 1969)         | Ophelia Sarkissian es la actual líder de las Femeninas Fatales. |

## Otras versiones
Las Femeninas Fatales también existen como un equipo en el Universo Ultimate Marvel. Bloodlust, Knockout, Mindblast y Whiplash se encuentran brevemente con los All-New Ultimates.

## En otros medios
En Marvel: Ultimate Alliance, Femeninas Fatales es un bono de equipo para cualquier combinación de cuatro personas de Tormenta, Elektra, Spider-Woman, Mujer Invisible y Ms. Marvel.
En Marvel Future Fight, Femeninas Fatales es un bono de equipo compuesto por Elektra, Gata Negra y Viuda Negra.